# Téo Rotar
Téo Rotar (* 23. April 2004 in Martigues) ist ein französischer Beachvolleyballspieler.

## Karriere Beachvolleyball
Rotar spielt seit 2019 Beachvolleyball an der Seite von Arthur Canet. 2020 erreichten Canet/Rotar bei der U18-Europameisterschaft in Izmir Platz fünf. Ein Jahr später belegten sie bei der U18-Europameisterschaft in Ljubljana erneut den fünften Platz und wurden anschließend in Phuket U19-Weltmeister. 2022 wurden sie in Izmir U20-Vizeeuropameister und erreichten in Dikili den dritten Platz bei der U19-Weltmeisterschaft. Außerdem starteten die beiden Franzosen auf der neugeschaffenen World Beach Pro Tour 2022.  Hier wurden sie Zweite beim Future-Turnier im heimischen Montpellier und Fünfte beim hochklassigen Elite16-Turnier in Kapstadt. Auf der nachfolgenden World Pro Tour 2023 konnten sich Canet/Rotar bei mehreren Elite16-Turnieren nicht für das Hauptfeld qualifizieren, erreichten allerdings beim Challenge-Turnier in Edmonton Platz fünf. Bei der Europameisterschaft 2023 in Wien konnten sie sich als Zweite in ihrer Vorrundengruppe für die K.-o.-Runde qualifizieren. Hier gewannen sie zunächst gegen die nationalen Konkurrenten Calvin und Quincy Ayé, schieden danach aber gegen das norwegische Spitzenduo Mol/Sørum aus. Anschließend konnten sie ihr Vorjahresergebnis der U20-EM mit dem Titel noch ebenso toppen wie das Erreichen des Endspiels von Montpellier in der Vorsaison. Der Gewinn der Goldmedaille des Futures in der Stadt an der Mittelmeerküste war ihr erster Sieg bei einem FIVB-Event im Erwachsenenbereich. Danach rundeten sie ein erfolgreiches Jahr mit der Bronzemedaille bei den Welttitelkämpfen der unter Einundzwanzigjährigen noch ab. In der folgenden Spielzeit belegten sie bei der U22–Europameisterschaft ebenfalls den dritten Rang. Beim Nations Cup siegten Rotar und Arnaud Gauthier-Rat gemeinsam mit Rémi Bassereau / Julien Lyneel und sicherten so ihrem Heimatland den zweiten Startplatz bei den Olympischen Spielen in Paris. Eine Woche später gewannen Canet und Rotar das Futures in Genf. Mit Gauthier-Rat erreichte Rotar als Gruppenzweiter die erste Hauptrunde der Europameisterschaft 2024, mit Canet erkämpfte er den fünften Platz bei der FISU-Universitätsweltmeisterschaft.

## Privates
Rotars Eltern spielten in der rumänischen Volleyballnationalmannschaft und in der französischen Liga. Seine ältere Schwester Amélie spielt in der französischen Nationalmannschaft.